# دارين لوكهارت
دارين لوكهارت (بالإنجليزية: Darren Lockhart)‏ هو لاعب كرة قدم بريطاني في مركز الوسط، ولد في 12 نوفمبر 1973 في بلفاست في المملكة المتحدة. لعب مع أردز وغلينتوران ونادي بانغور ونادي بيليمينا يونايتد ونادي كروسيدرز.